# Arbonga
Arbonga är en ort i Benin. Den ligger i den norra delen av landet, 500 kilometer norr om huvudstaden Porto-Novo. Arbonga ligger 300 meter över havet och antalet invånare är 2 512.
Terrängen runt Arbonga är platt. Närmaste större samhälle är Banikoara, 9,3 kilometer söder om Arbonga. 
Omgivningarna runt Arbonga är en mosaik av jordbruksmark och naturlig växtlighet. Runt Arbonga är det ganska glesbefolkat, med 34 invånare per kvadratkilometer.